# Александр Яннай

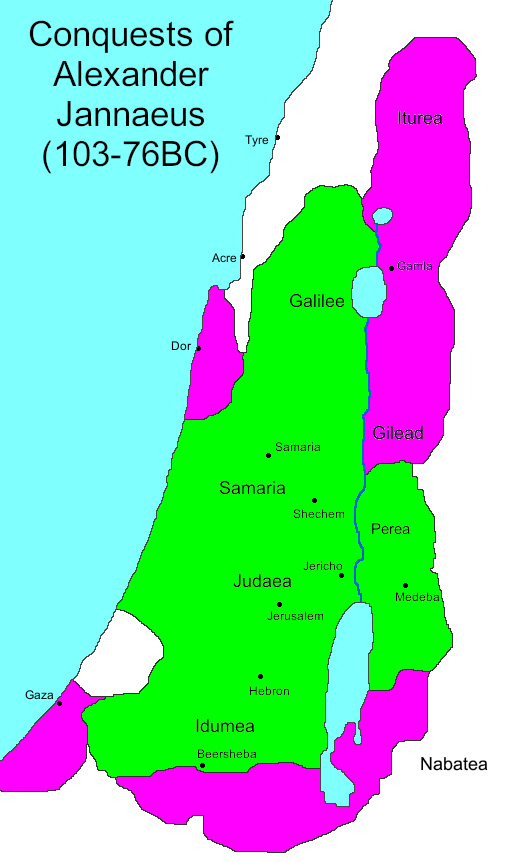
Царство Александра Янная
по состоянию 103 года до н. э.
завоеванные территории

Александр Яннай (ивр. אלכסנדר ינאי‎ ,125—76 до н. э.) — второй иудейский царь из династии Хасмонеев: третий сын Иоанна Гиркана от его второй жены. Как и все Хасмонеи, имел греческое (Αλέξανδρος) и иудейское имя. Его завоевания расширили владения Иудеи.
Александр Яннай умер в 76 году до н. э. во время похода за Иордан от малярии. После него страной в течение 9 лет правила его вдова Саломея Александра, при которой большое влияние имел её брат фарисей Симон бен-Шатах.

## Приход к власти
В 104 г. до н. э. умирает Иоанн Гиркан I. Согласно его завещанию, первосвященником должен был стать его первый сын, брат Александра Янная, Иуда Аристобул I; а светская власть должна была остаться в руках его жены, матери Александра. Однако когда Аристобул взошёл на престол, он заточил в тюрьму свою мать, где она умерла голодной смертью. Братья Аристобула Александр Яннай и Абсалом были заключены в тюрьму.
Аристобул страдал от ухудшающегося здоровья. На праздник Суккот Аристобул заболел и вернулся в свой дворец, а его брат Антигон вернулся в Иерусалимский храм в сопровождении солдат. Жена Аристобула Саломея Александра распространила слухи о том, что он собирался устроить переворот. В итоге Аристобул казнил Антигона, но в скором времени умер от болезни. Саломея Александра освободила братьев и выбрала Александра Янная в качестве царя. Александр Яннай согласно иудейским законам женился на вдове бездетного брата Саломее Александре и взошёл в 103 г. до н. э. на престол, став как царём, так и первосвященником Иудеи. У них родилось два сына — Гиркан II и Аристобул II.

## Завоевания
Первый поход Александра Янная был против Птолемеаиды (совр. Акко). Однако после неудачной осады он отступил, чтобы избежать войны против Птолемея IX Сотера II.
Часть территорий Галилеи (Голанские высоты и гора Хермон) была завоевана ещё братом Александра Янная, Аристобулом. Однако в Итурее регулярно проходили восстания, до тех пор пока Итурея не была окончательно завоевана Александром Яннаем, а её жители были обращены в иудаизм.
Александр Яннай продолжил завоевания отца и брата. В период его правления Иудея установила гегемонию над всей территорией древних Израильских земель, в том числе в 99 г. до н. э. были завоёваны приморские территории от горы Кармель до Газы, а также Декаполис и Петра.
Завоевание Газы лишало Набатейское царство выхода к Средиземному морю. После того как Александр захватил город Гадара, Набатейское царство теряет свой основной торговый путь из Рима в Дамаск и тогда в 93 г. до н. э. набатейский царь Ободас I напал в узком ущелье у реки Ярмук возле Гадары на войско Александра, который чудом успел сбежать.

## Внутренняя политика
Во внутренней политике Александр опирался на саддукеев, чем вызвал недовольство и восстание фарисеев. Во время праздника Суккот Александр Яннай вылил воду из серебряной чаши не на алтарь, а на землю, так как саддукеи отвергали этот обряд, как не имеющий основания в законе Моисея. Пренебрежение к фарисейскому обряду возмутило фарисеев и они стали бросать в него этроги, которые в этот праздник евреи держат в руках во время молитвы. Царская стража бросилась на безоружный народ и убила 6 тысяч человек в Иерусалимском храме. Сам алтарь был обнесён деревянным забором, чтобы не допустить фарисейский обычай омовения алтаря водой.
Противостояние вылилось в восстание, длившееся 6 лет, с 92 г. до н. э. по 86 г. до н. э. Фарисеи призвали на помощь царя Сирии Деметрия III Эвкера, который пришёл с 3 тыс. всадников и 40 тыс. пехотинцев и разбил войско Александра из 1 тыс. всадников, 6-8 тыс. пехотинцев и 10-20 тыс. лояльных жителей. Сам Александр Яннай скрылся в горах. Но когда Деметрий III ушёл из Иудеи, Яннай вернулся и разбил войска фарисеев. Он привёз в Иерусалим и распял 800 фарисеев, перед этим казнив их жён и детей у них на глазах. В этой гражданской войне погибло более 50 тысяч евреев, а многие уцелевшие фарисеи бежали в соседние страны, преимущественно в Египет.